# Likati (Demokratische Republik Kongo)

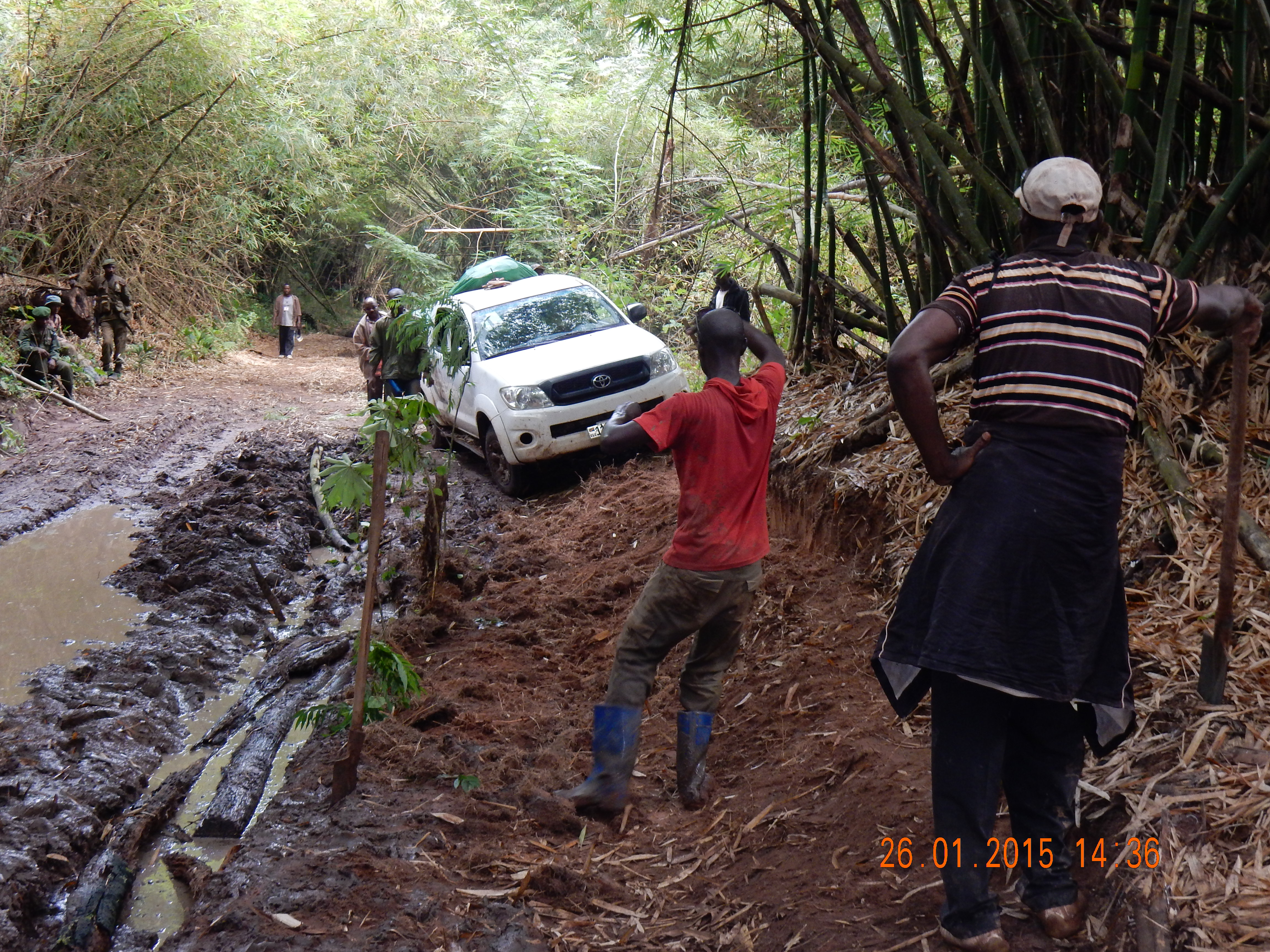
Schwierige Straßenverhältnisse zwischen Dulia und Likati

Likati ist ein Ort in der Provinz Bas-Uele der Demokratischen Republik Kongo. Er war ein Haltepunkt der stillgelegten Vicicongo-Eisenbahnlinie.

## Lage
Likati liegt am gleichnamigen Fluss im Territorium Aketi an der Route Nationale N4 zwischen Bondo im Norden und Dulia im Süden. Der Ort liegt auf einer Höhe von rund 420 Metern. Der abgelegene und schwer erreichbare nördliche Teil der Demokratischen Republik Kongo verfügt nur über eingeschränkte Transport- und Kommunikationsverbindungen.

## Ehemalige Eisenbahn
Die von der Société des Chemins de Fer Vicinaux du Congo gebaute Vicicongo-Linie von Aketi über Komba erreichte Likati am 1. Januar 1927 von Westen her. Der Streckenabschnitt war 57 Kilometer lang. Die von Likati über Libogo nach Norden führende Linie nach Bondo wurde im September desselben Jahres eröffnet. Der letzte Zug fuhr vermutlich 2001.

## Gesundheit
Likati war 2017 Schauplatz eines Ausbruchs der Ebola-Viruserkrankung.